# إلى ربات البيوت

صفية المهندس (إعلامية) 1922 - 2007

إلى ربات البيوت برنامج اذاعي مصري على إذاعة البرنامج العام، ويعد هو البرنامج الأشهر والأقدم بالإذاعة، حيث يقدم منذ 71 سنة. برنامج اجتماعي تفاعلي أسري يقدم اقتراحات منزلية وأسرية للسيدات، من خلال تلقي المشكلات التي تواجههم بالبريد أو عن طريق التحدث عبر الأثير وتقديم الحلول لها، مما جعله من أكثر البرامج المصرية العالقة بوجدان المصريين.
البرنامج فكرة وتقديم الإعلامية صفية المهندس (1922 – 2007) شقيقة الفنان فؤاد المهندس، واستمر في تقديمه عدة أجيال. يضم فريق عمله حاليا منى خليل وعبلة إبراهيم وهالة سالم وهبة يوسف، وإخراج هانى الهوارى ونسرين لطفي، وعن البرنامج تقول المذيعة منى خليل مدير عام برامج  المرأة بالبرنامج العام: «برنامج» ربات البيوت «يهتم بالأسرة ككل  وليس المرأة فقط، ويعرض 9.15 صباحا يوميا، ونعرض فقرات ثابتة... البرنامج يعتبر من أوائل البرامج الإذاعية التي اهتمت بمشكلات الأسرة المصرية، كما يعتبر بيتى الثاني أنا وجميع فريق العمل، ونعمل بكل جد واجتهاد ونسعى لتطويره دائما ونسعى لاستحسان ورضا المستعمين».
كتبت صحيفة الوفد: «برنامج» إلى ربات البيوت«ارتبط به المصريون منذ عشرات السنين، وجعل الأسرة المصرية والعربية تلتف حول الراديو لسماعه يومياً من التاسعة والربع صباحاً حتى العاشرة إلا ربعاً، وحقق البرنامج نجاحاً كبيراً، وأسهم في لم شمل الأسرة، وكانت الإعلامية صفية المهندس، أم الإذاعيين، وأول صوت إذاعى، يفتتح البرنامج، وصوتها أعطى للبرنامج نكهة خاصة، واعتبره المستمع أهم وأشهر برامج المرأة في الإذاعة المصرية لارتباطه الشديد بالأسرة والأمومة».

## فقرات البرنامج الثابتة
«كلمة الأستاذة صفية» وهي فقرة إعادة لكلمات الإعلامية صفية المهندس وتذاع بناء على طلب المستمعين.
«عائلة مرزوق أفندي» تمثيلية يومية.
«لم الشمل» فقرة تذاع مرتين اسبوعياً.  
«ماما سميرة ونصايحها الكتيرة» تقديم الفنانة سميرة عبدالعزيزة وتأليف الكاتبة سامية الغندور.
الفقرة الاسبوعية «مستشارك القانوني» فقرة تذاع مرة واحدة اسبوعياً.
«من حقك تعرفي» فقرة تذاع مرة اسبوعياً.
«يوميات زوج» تقديم الفنان محمود عامر وتذاع مرة واحدة اسبوعياً.

## وصلات خارجية
https://www.youtube.com/watch?v=usLne8wOAbk إلى ربات البيوت
https://www.youtube.com/watch?v=PrktNtrQgMA إلى ربات البيوت
https://www.youtube.com/watch?v=XkOp6WUZWY0 إلى ربات البيوت